# Мове, Даниил Юрьевич
Дании́л Ю́рьевич Мове́ (11 декабря 1985, Москва) — российский автогонщик, мастер спорта международного класса.

## Образование
Учился в Московской школе № 11 с углубленным изучением Китайского языка. Школу окончил экстерном с отличием. В 2008 году также с отличием окончил Московский институт экономики менеджмента и права. Даниил всегда тянулся к спорту — 6 лет профессионального футбола, карате и другие виды спорта остались в тени, когда ему впервые в качестве шутки дали «прокатиться» на профессиональном картинге. С тех пор Даниил зарабатывал деньги механиком в командах и тратил их все на участие в любительских соревнованиях, чтобы получить возможность участвовать в профессиональных гонках.

## Карьера
В 2003 году, в качестве приза за победу в любительском чемпионате Москвы по картингу, участвовал в 2-х гонках Английского чемпионата Формула-Форд, где занял 3-е и 1-е места.
В сезоне 2004, получил финансовую поддержку Российской юридической фирмы «Berg&Green», впечатленной результатами тестов Мове (приз за победу в любительских соревнованиях). C 1-го же сезона стал вице-чемпионом и лучшим новичком (победитель в зачете «Юниор») в российском чемпионате «Формула-Русь» (8 гонок, 2 победы, 6 подиумов, 2 поул-позиции). В 2005 был тест-пилотом испытателем 1-го в истории Российского углепластикового формульного шасси «ArtTech». Несколько раз горел, но травм не получил. Также Даниил проехал две гонки в чемпионате «Формула-Русь», заняв 1-е места во всех тренировках, квалификации и обеих гонках.
В 2006 году участвовал в нескольких гонках чемпионата F3000 International Masters, где занял 3-е место на трассе Ошерслебен (Германия) и 4-е место на трассе Маньи-Кур (Франция).
В том же сезоне участвовал в одной гонке в классе «Формула-Русь», которую выиграл. После тестов в рамках чемпионата «Мировая серия Рено» подписал контракт на участие в чемпионате 2007 года с австрийской командой «Interwetten». Позднее, в 2008, также выступал за бельгийскую команду KTR. В конце сезона 2007 участвовал в тестовой сессии «Формулы-Мастерс» (где показал лучший результат) и в 2-х гонках этого чемпионата. В 1-й гонке он сошёл с дистанции после сильной аварии, а в Монце (Италия) завоевал поул-позишн и финишировал 4-м после проблем с мотором.
C 2009 по 2013 продолжил выступления в «Мировой Серии», показывая высокие результаты на тестах и гонках. Неоднократно поднимался на подиум, зарабатывал очки. В сезонах 2009 и 2011 финишировал в топ-10 по результатам всего чемпионата. За этот период побывал в молодежных программах команд Формулы-1 «Marussia» и «Lotus».
В сезоне 2013, стабильно показывая высокую скорость, провел несколько гонок «Blancpain GT Series» на автомобиле Феррари в составе российской команды.
В 2008 году Даниил Мове установил 9 рекордов в тестах «Formula Medicine» и был отмечен как физически и морально самый подготовленный автогонщик в Мире.
Дважды он входил в Top – 10 Мировой Серии Renault (Formula 2).

## Телепередачи, СМИ
На протяжении профессиональной карьеры, с 2006 по 2014 Даниил Мове был телеведущим, соведущим и журналистом в СМИ на телеканалах «Евроспорт», «Россия-2», «АВТО+», «Рен-ТВ».
С 2007 по 2014 год являлся соавтором статей журналов «За рулем», «Авторевю», «Клаксон», а также вел рубрики на радиостанции «Эхо» и «Маяк».
В 2012 году был судьей в интернациональном реалити-шоу «Академия NISSAN GT», которое транслировалось в США, Великобритании, России и странах Европы.

## Благотворительность
С 2004 по 2013 г. входил в состав сборной команды «Формула 1». Участвовал в благотворительных матчах против команды принца Альбера Монако «Все звезды», «Двигай карту», а также в благотворительных забегах «Знаменитости детям».

## Бизнес
В 2012 году Даниил Мове открыл картинговый развлекательный центр MOVE KART / MOVE BAR в Москве (являлся основателем и владельцем центра).
В 2014 году Даниил также основал детскую картинговую школу MOVE в Москве – одну из лучших гоночных школ для детей.

## Галерея

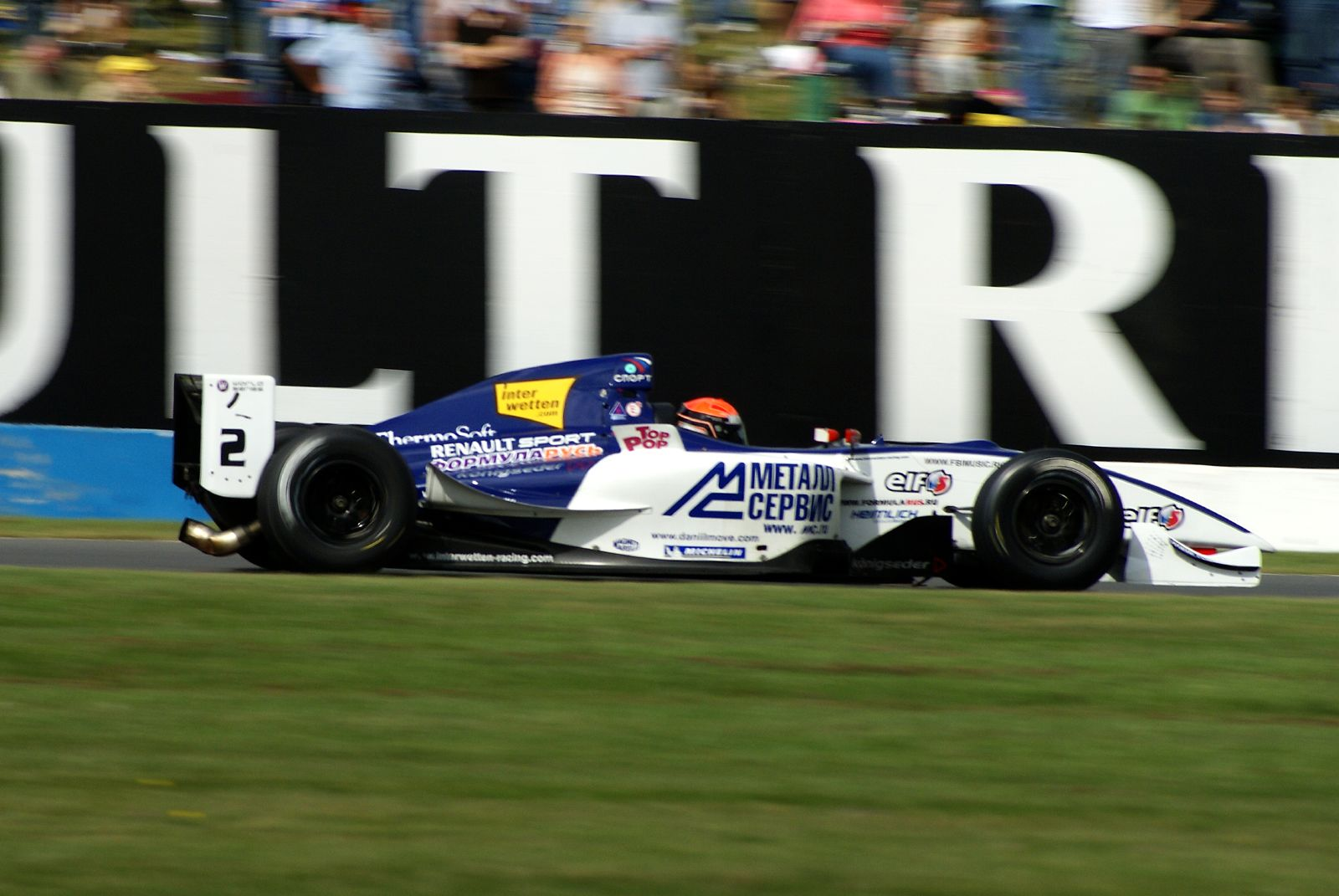
Мове выступает за команду Interwetten.com на этапе в Донингтон Парке сезона 2007 Мировой серии Рено.
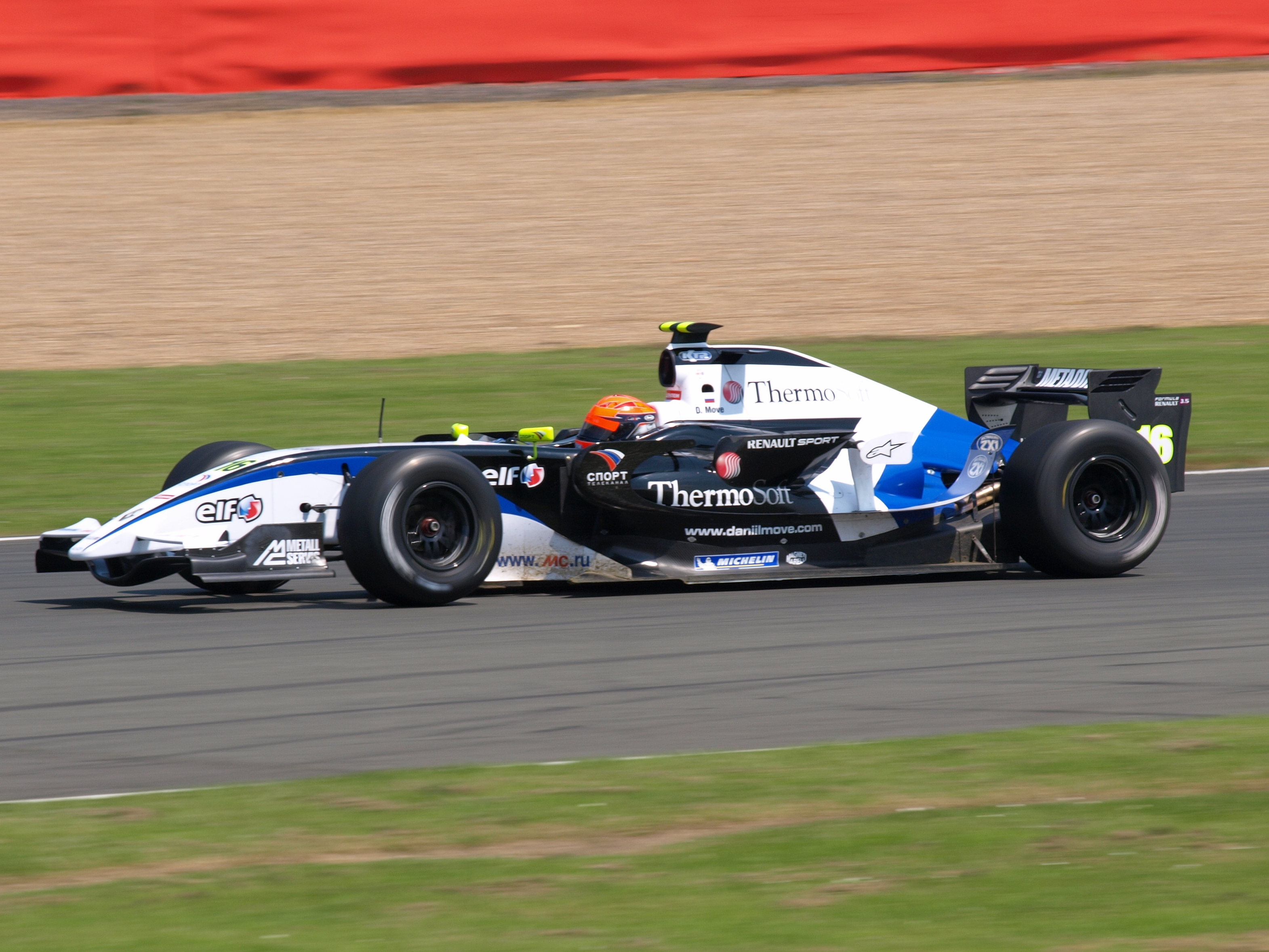
Мове управляет болидом KTR на этапе в Сильверстоуне сезона 2008 Мировой серии Рено.